# Matrosen in Berlin
Matrosen in Berlin ist ein Dokumentarfilm des DEFA-Studios für Dokumentarfilme von Günter Jordan aus dem Jahr 1978.

## Handlung
Historische Filmeinblendungen zeigen schießende Kriegsschiffe der deutschen kaiserlichen Marine während der Fahrt und während des Gefechts. Der Blick fällt auf ein getroffenes Schlachtschiff in Seitenlage und zeigt die von Deck springenden Matrosen und das schnelle Kippen des Schlachtschiffes sowie den Überlebenskampf der an Deck befindlichen Matrosen.
Im Oktober 1918 liegen die deutschen Schlachtschiffe in den Häfen, da der Krieg bereits verloren ist. Der Kaiser und seine Admiräle wollen aber eine Entscheidungsschlacht mit der britischen Flotte, bei der auch Zehntausende von Matrosen als Opfer eingeplant werden. Deshalb löschen die Heizer der Schlachtschiffe Thüringen und Helgoland die Feuer unter den Kesseln und verhindern so das Auslaufen der Flotte. Das ist der Beginn des Aufstands, die Mannschaften verweigern den Gehorsam und die Matrosen in Kiel folgen ihren Kameraden aus Wilhelmshaven. Fotos zeigen demonstrierende Matrosen in den Straßen von Kiel und ein Gruppenfoto von Matrosen an Deck der Prinzregent Luitpold mit einer Tafel „Soldatenrat Kriegsschiff Prinzregent Luitpold. Es lebe die sozialistische Republik“ Der Kieler Matrosenaufstand ist der Funke, der die Flamme der Revolution in ganz Deutschland emporlodern lässt und fast überall befinden sich die Matrosen in den ersten Reihen, ob in Lübeck, in Bremen, in Braunschweig, in Hannover, Halle oder Köln.
Ein Foto zeigt revolutionäre Soldaten mit der Roten Fahne am 9. November 1918 in Berlin vor dem Brandenburger Tor. Sechs Tage nach dem Matrosenaufstand in Kiel bricht auch hier, in der Hauptstadt des deutschen Kaiserreiches, der Sturm los. Geführt von revolutionären Sozialisten marschieren die bewaffneten Arbeiter, die sich mit der Masse der Soldaten verbrüdert haben, ins Zentrum der Stadt. Nur wenige Gardeeinheiten leisten kurzen Widerstand, sie werden entwaffnet, die alte Ordnung ist gestürzt. Vor dem Berliner Schloss hält Karl Liebknecht eine Rede „Nach der russischen Revolution ist nun die Deutsche ein gigantisches Ereignis. Die Herrschaft der Hohenzollern ist vorüber, in dieser Stunde proklamieren wir die freie sozialistische Republik Deutschland“. In die Reichskanzlei, dem Sitz der Regierung in der Wilhelmstraße, zieht Friedrich Ebert mit dem Rat der Volksbeauftragten ein. In einem geheimen Telefongespräch mit dem zweitwichtigsten Mann der obersten Heeresleitung, General Wilhelm Groener, sichert ihm dieser zu, mit zehn Divisionen des Frontheeres den Arbeiter- und Soldatenräten die Macht zu entreißen. In einem Zeitungsartikel vom 13. November 1918 wird die Notwendigkeit einer besonderen Roten Garde von dem Vollzugsrat des Arbeiter- und Soldatenrates Groß-Berlin in Abrede gestellt. Mit Handzetteln werden alle Matrosen, die sich in Berlin aufhalten, aufgefordert, sich im Marstall des Schlosses einzufinden. In kurzer Zeit versammeln sich 150 Matrosen, beschließen die Gründung einer neuen Einheit und geben ihr den Namen Volksmarinedivision. Das ist der Beginn der Geschichte der Volksmarinedivision, deren Stärke zeitweise auf 3200 Mann anwächst. Ausgehend von deren  Gründung und der Novemberrevolution selbst, steht vor allem detailliert die politische Entwicklung in ihrem Umfeld und ihre Beteiligung an den Weihnachtskämpfen um das Berliner Stadtschloss 1918 im weiteren Mittelpunkt des Films.  Ebenso der Spartakusaufstand im Januar und die Berliner Märzkämpfe 1919, in deren Verlauf die Volksmarinedivision von den Freikorps zerschlagen und ihre Mitglieder verfolgt werden.
Zum Schluss des Films spazieren Angehörige der DDR-Volksmarine auf der Straße Unter den Linden in Richtung Brandenburger Tor. Die Volksmarinedivision war wegen ihrer Nähe zum Spartakusbund und zur damals gerade gegründeten KPD ein wichtiger Bezugspunkt der DDR-Geschichtspolitik, weshalb die Seestreitkräfte der Nationalen Volksarmee diesen Namen 1960 verliehen bekamen.

## Produktion und Veröffentlichung
Die Dramaturgie lag in den Händen von Bodo Schulenburg und die Liedtexte stammen von Paul Wiens.
Die festliche Uraufführung des unter dem Arbeitstitel Volksmarinedivision gedrehten Schwarzweißfilms Matrosen in Berlin fand am 30. Oktober 1978 anlässlich des 60. Jahrestages der Novemberrevolution in Deutschland im Berliner Kino International statt. Das Fernsehen der DDR zeigte den Film am 1. Januar 1979 in seinem 1. Programm.

## Kritik
Werner Müller schrieb im Neuen Deutschland:

„Die Schöpfer dieser dokumentarischen Filmerzählung haben erstaunlich viele bildhafte Zeugnisse der heroischen Kämpfe vor sechs Jahrzehnten aufgespürt Dies allein schon macht den Film zu einem Erlebnis. Die Dramatik der Vorgänge wird eindrucksvoll widergespiegelt.“

He. meinte in der Neuen Zeit:

„Man erlebt, wie während der Novemberrevolution 1918 in Berlin die revolutionäre Volksmarinedivision sich formiert. Auch dieser Film enthält überwiegend historisches Bildmaterial. Obwohl er nur einen Ausschnitt vom Gesamtgeschehen erfaßt, setzt er den Zuschauer in die Lage, Größe und Tragik der Novemberrevolution zu begreifen.“